# Graham Hancock
Graham Hancock (Edimburgo, 2 agosto 1950) è un giornalista, scrittore e ufologo britannico, noto principalmente per le sue opere di carattere pseudoarchelogico, con particolare riguardo alla teoria degli antichi astronauti, nonché sostenitore di numerose teorie del complotto.
Il Fulcro della sua teoria è rappresentato dall' idea che nel Dryas recente un antica civiltà, presumibilmente aliena o comunque ipertecnologica, abbia civilizzato le popolazioni dell' Africa, Asia e Oceania: tali speculazioni gli hanno valso accuse di razzismo e suprematismo bianco.
Le sue teorie sono comunque ritenute attinenti al filone classico della Paleoastronautica e dell'ufologia tradizionale, risultando perciò per molti versi in continuità con autori come Erich von Däniken, Zecharia Sitchin, Peter Kolosimo, Robert Bauval, Mauro Biglino, Corrado Malanga, Giorgio A. Tsoukalos.

## Biografia
Corrispondente negli anni ottanta per The Economist per tutta l'area dell'Africa medio orientale, ha curato numerose pubblicazioni di carattere naturalistico e scientifico.
Dopo una serie di libri sulla storia del medioriente nel 1992 pubblica Il mistero del Sacro Graal, un diario di 9 anni di ricerche tra Etiopia, Egitto ed Israele sulle tracce dell'Arca dell'alleanza e del Sacro Graal.
Hanno fatto seguito Impronte degli dei, Custode della Genesi e L'enigma di Marte, questi ultimi due in collaborazione con Robert Bauval.
La serie è continuata con Lo specchio del cielo assieme alla fotografa Santha Faiia sua moglie, Civiltà sommerse e, nel 2004, sempre con R. Bauval, ha pubblicato Talismano (le città sacre e la fede segreta). Dalla sua pubblicazione, c'è stata una prova nella richiesta di Talismano come un complotto massonico (come dichiarato sul suo sito web) "funzioni oggi nel mondo" come parte di "una religione segreta che ha plasmato il mondo stabilendo un ordine mondiale governato da un nobile obiettivo che chiamiamo l'ideale massonico."
I suoi libri hanno riscosso successo presso il grande pubblico in numerosi Paesi del mondo, ma i suoi metodi non trovano sostegno da parte della comunità scientifica.
Le sue idee sono per determinati aspetti analoghe a quelle espresse nelle opere letterarie di Erich von Däniken e Zecharia Sitchin.
Nel 2022 viene pubblicata su Netflix una breve serie dal titolo L'antica apocalisse nella quale Hancock visita in alcune parti del mondo dei reperti che secondo lui, e contro le evidenze scientifiche attuali, potrebbero provare l'esistenza di un'antica civiltà forse extraterrestre o simile a quella del mito di Atlantide sviluppatasi decine di migliaia di anni fa.

## Nella cultura di massa
Il regista Roland Emmerich, nelle interviste presenti negli extra del blu-ray del film del 2008 10.000 AC, dichiara che tra le sue ispirazioni per la sceneggiatura ci siano state alcune teorie proposte da Hancock – che interviene a propria volta negli extra – nei suoi libri.
Due anni dopo la storia si ripete per il film 2012, questo nello specifico ispirato al libro di Hancock Impronte degli dei.

## Opere
- Il mistero del Sacro Graal (The Sign and the Seal, 1992), Piemme, 1999, ISBN 8838443572
- Impronte degli dei (Fingerprints of the Gods, 1995), Corbaccio, 1996, ISBN 8879722018
- Custode della genesi (Keeper of Genesis, 1996), con Robert Bauval, Corbaccio, 1997, ISBN 8850209517
- L'enigma di Marte (The Mars Mystery, 1998), con Robert Bauval e John Grigsby, Corbaccio, 1999, ISBN 9788879722629
- Lo specchio del cielo (Heaven's Mirror, 1999), con Santha Faiia, Corbaccio, 1999, ISBN 8879722808
- Civiltà sommerse (Underworld, 2002), Corbaccio, 2002, ISBN 8850209509
- Talismano. Le città sacre e la Fede segreta (Talisman: Sacred Cities, Secret Faith, 2004), con Robert Bauval, Corbaccio, 2004, ISBN 8879722239
- Sciamani (Supernatural, 2005), Corbaccio, 2006, ISBN 8879728245
- La spirale del tempo (Entangled: The Eater of Souls, 2010), Corbaccio, 2010, ISBN 9788863800814
- La guerra degli dei (War God)
  1. 2013 - La profezia del serpente piumato (Nights of the Witch), Newton Compton Editori, traduzione di Marco Bisanti, 2015, ISBN 978-88-541-9795-4
  2. 2014 - Il ritorno del serpente (Return of the Plumed Serpent), Newton Compton Editori, traduzione di Francesca Noto, 2016, ISBN 978-88-227-1628-6
  3. 2017 - La notte del serpente (Night of Sorrows), Newton Compton Editori, traduzione di Giovanna Riscoli, 2018, ISBN 978-88-227-1425-1
- Il ritorno degli dei. Il sapere dimenticato di una civiltà perduta (Magicians of the Gods, 2015), Corbaccio, 2016, ISBN 9788863808001